# Frederic Franklin

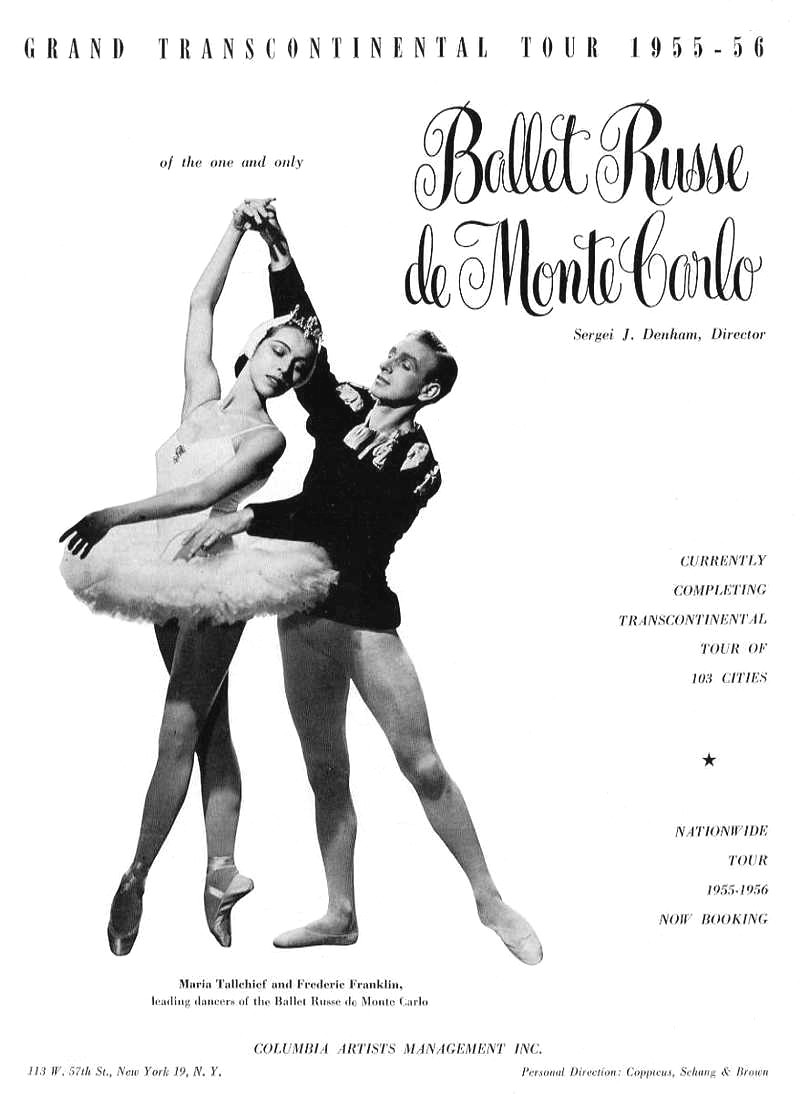
Frederic Franklin und Maria Tallchief, Ballett Russe de Monte Carlo

Frederic Franklin (* 13. Juni 1914 in Liverpool; † 4. Mai 2013 in New York City) war ein britisch-US-amerikanischer Balletttänzer und Theaterregisseur.

## Leben
Franklin wuchs in Liverpool auf. Seine Karriere als Balletttänzer begann 1931 am Casino de Paris mit Josephine Baker. Nach kurzzeitigem Tanz mit Vic-Wells Ballett (Vorgänger des Royal Ballett Company) wurde er 1935 Mitglied beim Markova-Dolin Ballett.
Drei Jahre später wurde er Tanzpartner von Leonide Massine am Ballets Russes de Monte Carlo, wo er bis 1952 beruflich tätig war. Mit dem Ballet Russe tanzte Franklin in verschiedenen Rollen und war in 45 Hauptrollen zu sehen, die von Ballettchoreografen wie Michel Fokine, Bronislava Nijinska, Frederick Ashton, George Balanchine, Agnes de Mille, Ruth Page und Valerie Bettis geleitet wurden. Mit der Balletttänzerin Alexandra Danilova bildete Franklin eines der legendären Ballettpaare des 20. Jahrhunderts. Weitere Ballettpartnerinnen waren unter anderem Alicia Markova, Irina Baronova, Agnes de Mille, Ruthanna Boris, Yvette Chauviré, Moira Shearer, Rosella Hightower, Maria Tallchief, Tamara Tournanova, Alicia Alonso und Louis Elyn.
1952 war Franklin Mitgründer des Slavenska-Franklin Ballett und einige Jahre später Mitgründer des Washington Ballet sowie später Mitgründer des National Ballet of Washington, D.C. In späteren Jahren arbeitete er freiberuflich in den Vereinigten Staaten und arbeitete mit verschiedenen Ballettunternehmen zusammen, wie unter anderem dem Cincinnati Ballet, dem Dance Theatre of Harlem, dem Chicago Ballet, dem Tulsa Ballet, dem Oakland Ballet, dem Pittsburgh Ballet Theatre und dem American Ballet Theatre.
2005 wurde sein Leben in dem Dokumentarfilm Ballets Russes verfilmt. Sein Lebenspartner war über viele Jahre hinweg William Haywood Ausman.

## Auszeichnungen und Preise (Auswahl)
- 1984: Laurence Olivier Award für Giselle (mit Virginia Johnson) am Dance Theatre of Harlem
- 1985: Dance Magazine Award
- 1992: Capezio Dance Award
- 2004: Commander des Order of the British Empire
- 2011: Aufnahme in die National Museum of Dance and Hall of Fame